# Xorides ornatus
Xorides ornatus är en stekelart som först beskrevs av Tosquinet 1903.  Xorides ornatus ingår i släktet Xorides och familjen brokparasitsteklar. Inga underarter finns listade i Catalogue of Life.